# Superestado
Un superestado se puede definir como "un gran y poderoso estado que se forma cuando se unen varios países más pequeños"  o "un estado grande y potente formado a partir de una federación o unión de naciones".  Esto es distinto del concepto de superpotencia, aunque a veces se ven juntos. También es distinto del concepto de imperio, donde una nación domina a otras naciones a través del poder militar, político y económico.
A principios del siglo XX, "superestado" tenía una definición similar a las organizaciones supranacionales de hoy. En un artículo de 1927 de Edward A. Harriman sobre la Sociedad de Naciones, un superestado se definía simplemente como "una organización, de la que un estado es miembro, que es superior al propio miembro", "[un] superestado completo tiene órganos legislativos, ejecutivos y judiciales para hacer, ejecutar e interpretar sus leyes”. Según esta definición, Harriman vio a la Sociedad de Naciones como un "superestado rudimentario" y a los Estados Unidos como "un ejemplo de un superestado completo y perfecto".
En World Order of Bahá'u'lláh, publicado por primera vez en 1938, Shoghi Effendi, el Guardián de la Fe baháʼí, describió al anticipado gobierno mundial de esa religión como el "futuro superestado del mundo" con la fe baháʼí como la "Religión del Estado de un poder soberano e independiente".
En la década de 1970, la literatura académica utilizó el término "superestado" para indicar un estado particularmente rico y poderoso, de manera similar al término superpotencia.